# Arne Huber

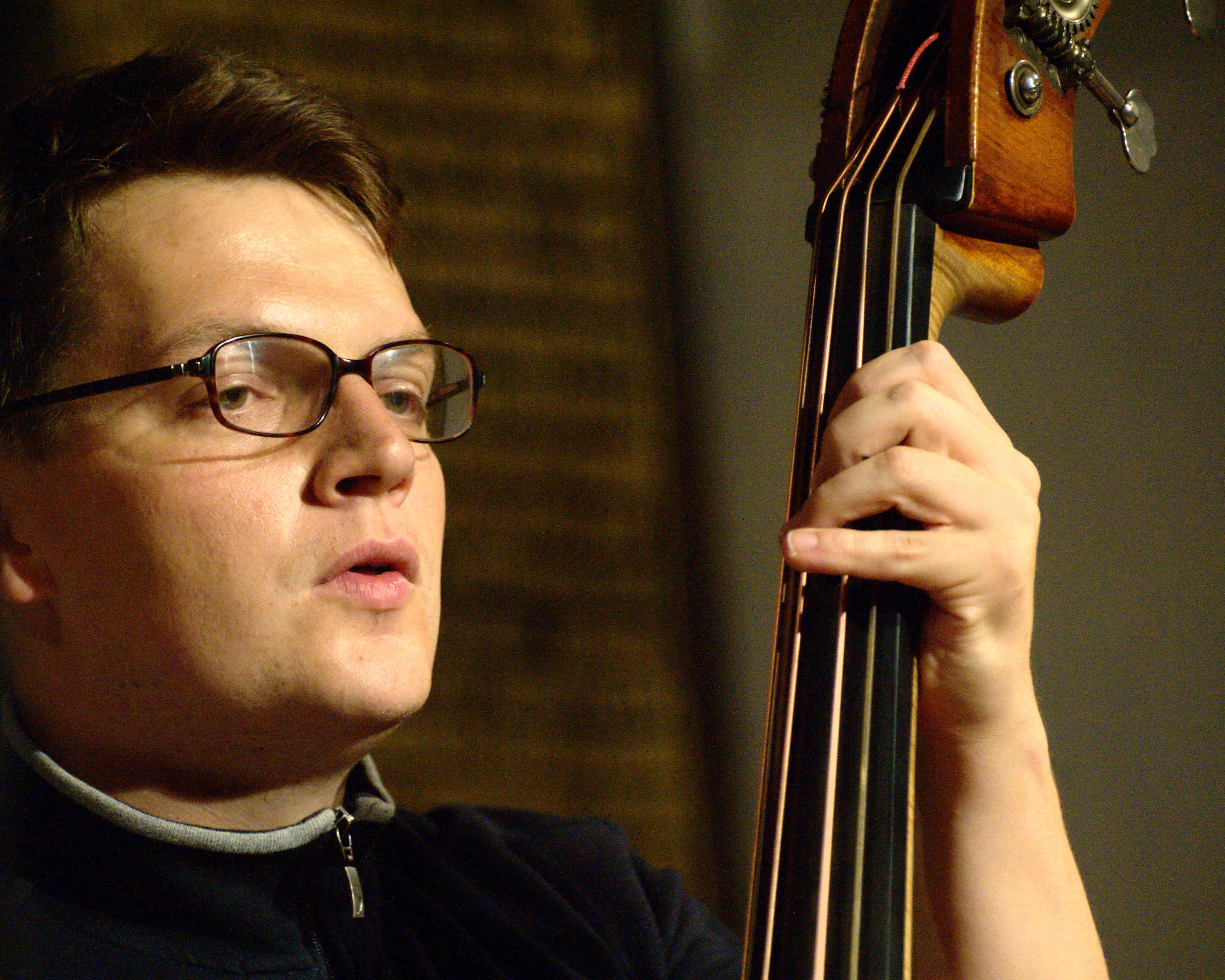
Arne Huber bei einem Konzert mit dem Axel Schlosser Quartett in der Stadtkirche Darmstadt am 15. März 2013

Arne Huber (* 1977 in Offenburg) ist ein deutscher Jazzmusiker (Kontrabass).

## Leben und Wirken
Huber, der in Windschläg aufwuchs, studierte von 1997 bis 2001 an der Musikhochschule Mannheim bei Thomas Stabenow Jazzbass; von 2002 bis 2006 absolvierte er ein klassisches Kontrabass-Studium an der Musikhochschule Freiburg. Er wurde mit dem Quintett L14,16 bekannt. Nach seinem Debütalbum Jordan (2011) stellte Huber mit seinem Quartett, zu dem weiterhin Domenic Landolf, Rainer Böhm und Jochen Rückert gehören, 2015 und 2017 weitere Alben vor. Er ist unter anderem Mitglied des Trio Böhm-Huber-Daneck und der Gruppen von Axel Schlosser, Christoph Stiefel  und Volker Engelberth. 
Weiterhin spielte er u. a. mit Ingrid Jensen, Johannes Enders, Tony Lakatos, Randy Brecker, Adrian Mears, Julian Argüelles, Paul Heller, Ack van Rooyen, Bob Degen, Nils Petter Molvaer und Julien Lourau. 
Huber unterrichtet seit Herbst 2017 am Jazzcampus in der Nordwestschweiz Fachdidaktik Kontrabass.

## Preise und Auszeichnungen
Huber war mit dem Quintett L14,16 Gewinner des internationalen Jazz-Wettbewerbs im belgischen Hoeillart; mit der Gruppe erhielt er 2002 und 2007 den Vierteljahrespreis der Deutschen Schallplattenkritik. Mit dem Felix Fromm Sextett gewann er den internationalen Jazz-Wettbewerb im spanischen Getxo. 2015 erhielt er den Jazzpreis der Stadt Worms.

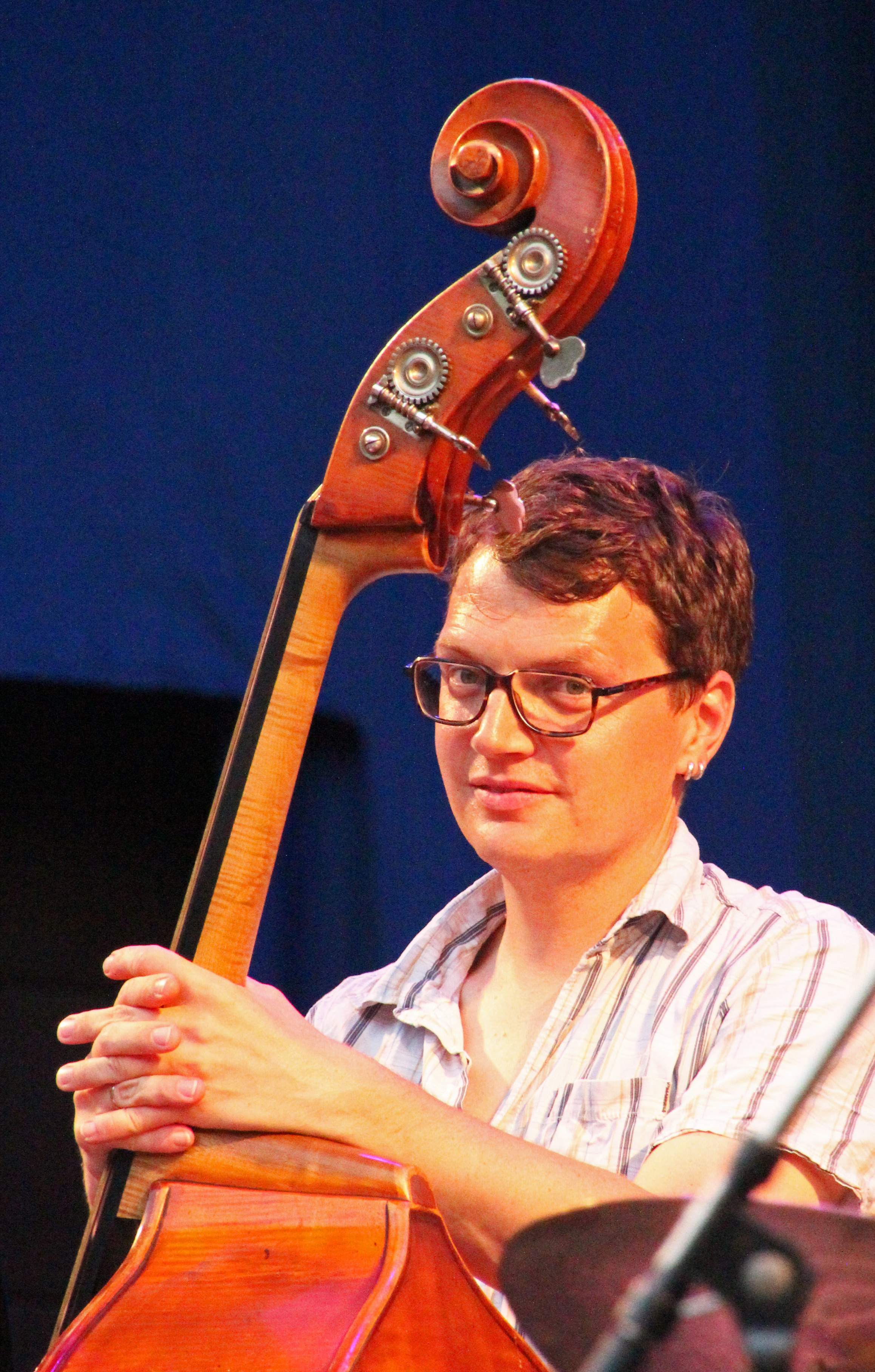
Arne Huber 2017 bei Jazz im Palmengarten

## Diskographische Hinweise
- Im echten Leben (meta, 2017, mit Domenic Landolf, Rainer Böhm, Jochen Rückert)
- Volker Engelberth Trio Jigsaw Puzzles (Unit Records 2016)
- Pearls (meta, 2015)
- Lorenz Kellhuber Trio people and their oppositions (Konnex Records 2012)
- Jordan (Nagel-Heyer Records 2011)
- L14,16 Phlogistone (mit Axel Schlosser, Lars Binder, Rainer Böhm, Steffen Weber; Nagel-Heyer 2007)
- Böhm / Huber / Daneck Out of Standards (Jazz4Ever Records 2007)
- L14,16 (Jazz4Ever 2002)
- Trio Larose Debut (mit Steffen Larose Weber, Bastian Jütte sowie Tony Lakatos, Jazz'n'Arts Records 2002)